# 吳珍 (成化二甲進士)
吳珍（1451年—？），字汝貴，浙江湖州府長興縣人，民籍，明朝政治人物。進士出身。

## 生平
早年出身縣學生，后中举浙江鄉試第九名。成化十一年（1475年）乙未科會試第三十二名，殿試登進士第二甲第三十二名。

## 家族
曾祖父吳宗本。祖父吳遺夫。父亲吳孝思，曾任義官。